# Свино
Свино́ (бел. Свіно́) — озеро в Городокском районе Витебской области Белоруссии. Относится к бассейну реки Свина́.
Озеро состоит из двух частей, соединённых протокой. Юго-западная часть носит название Большое Свино (бел. Вялікае Свіно), северо-восточная — Малое Свино (бел. Малое Свіно).

## Большое Свино
Озеро Большое Свино расположено в 35 км к северо-западу от города Городок, посреди леса.
Площадь поверхности озера составляет 3,44 км². Длина — 4,12 км, наибольшая ширина — 1,47 км. Длина береговой линии — 13,36 км. Наибольшая глубина — 9,8 м. Объём воды в озере — 12,28 млн м³. Площадь водосбора — 180 км².
Высота склонов котловины составляет 2—4 м, на западе и юго-западе доходит до 15 м. Берега низкие, поросшие водно-болотной растительностью. Дно на мелководье песчаное, глубже 1,5—3 м илистое. Полоса растительности шириной до 220 м простирается до глубины 2,2 м.
В Большое Свино впадает река Чернец (бассейн Оболи), вытекает река Осмотица.

## Малое Свино
Озеро Малое Свино находится в 37 км к северо-западу от города Городок и в 6 км к юго-западу от деревни Холомерье.
Площадь поверхности озера составляет 1,06 км². Длина — 2,87 км, наибольшая ширина — 0,9 км. Длина береговой линии — 7,26 км. Наибольшая глубина — 6,7 м. Объём воды в озере — 3,69 млн м³. Площадь водосбора — 12,9 км².
Высота склонов котловины достигает 20 м, на юге понижаясь до 10 м. Склоны песчаные, поросшие лесом, сливающиеся с берегами. Юго-восточный и западный берега низкие, песчаные. Дно до глубины 2,5—4 м песчаное, ниже илистое и сапропелистое. Подводная растительность распространяется до глубины 2,7 м. Почти половина озера зарастает. Надводная растительность образует полосу шириной до 40 м.
В Малое Свино впадают ручьи, текущие из озёр Датыно и Макеенское.